# Scierie de Chavannes-le-Veyron
La scierie de Chavannes-le-Veyron est une ancienne scierie vaudoise située sur le territoire de la commune de Chavannes-le-Veyron, en Suisse.

## Histoire
Située au bord du Veyron, une installation hydraulique est reportée sur le cadastre dès 1846. Cette installation est utilisée par la scierie, ainsi que par une forge et un pressoir, tous encore en activité au début des années 1960 et maintenant désaffectés. Une station de contrôle de la qualité hydrologique se trouve près de l'installation hydraulique.
La scierie est inscrite comme bien culturel suisse d'importance nationale.